# Kačaci
Kačaci su bili albanski pobunjenici koji su se borili protiv uspostavljanja srpske vlasti na teritorijima pretežno naseljenim Albancima. U Kraljevini SHS kačački pokret je bujao u periodu 1918. – 1924. godine. 1920. je preko 10.000 kačaka bilo na planinama Kosova. Nakon 1924. gerilski pokret kačaka je krvavo ugušen.
Najčuveniji kačaci na Kosovu bili su Azem Bejta Galica i njegova žena Šota Galica, iz okoline Drenice, koji su za albansko stanovništvo Kosova postali junaci u borbi protiv državnog terora.

## Povijest
Pokret albanskih kačaka je započeo početkom 20. stoljeća borbu za neovisnost Albanije, protiv turske vlasti. Turska riječ kačak (kaçak) označavala je odmetnika od vlasti, hajduka, u desetljećima pred propast Otomanskog carstva. 
Kada je srpska vojska krenula u rat protiv Otomanskog carstva i započela zauzimanje Kosova u Prvom balkanskom ratu 1912. godine, susrela se sa žestokim otporom albanskog stanovništva, organiranim u čete kačaka, koje je predvodio Azem Galica. Kada su u Prvom svjetskom ratu Austro-Ugarska i Bugarska porazile srpsku vojsku i zauzele Kosovo, Azem Galica je s kačacima nastavio oružani otpor protiv okupatora. On je s nekoliko stotina kačaka primorao na predaju jednu austrijsku pukovniju, između Mitrovice i Peći 1918. Nešto kasnije je stigao i Kosta Pećanac i njih dvojica su se tom prilikom pobratimili i 12. listopada 1918. zajedno oslobodili Peć.
Po završetku rata 1918. godine, Kosovo je ušlo u sastav Kraljevine Srba, Hrvata i Slovenaca. Iste godine osnovan je Komitet narodne odbrane Kosova, poznatiji kao Kosovski komitet, koji se borio za izdvajanje teritorija naseljenih Albancima (Kosova, Metohije, zapadne Makedonije i dijelova Sandžaka) iz novoformirane Kraljevine Srba, Hrvata i Slovenaca i za njihovo pripajanje Albaniji. Ideje Kosovskog komiteta imale su velikog uticaja na kačake. Kačaci su se ubrzo pobunili i protiv Kraljevine SHS. Akcija za njihovo razoružanje otpočela je 8. studenoga 1918. godine. Tada se štab „akcionog odreda za likvidaciju kačaka“ nalazio u gradu Istok, u Metohiji. Tada se po planinama bilo odmetnulo oko 10 tisuća Albanaca. Njih je bilo svuda po šumama, i nekoliko godina su imali stvarnu vlast po selima.
Vlast je protiv kačaka provodila najstrože mjere: imanja odmetnika su oduzimana i dijeljena srpskim kolonistima ili ponekad spaljivana, njihove porodice su internirane u posebne logore, kažnjavana su čitava sela ako su pomagala kačake ili čak samo ako se na njihovom području vodila borba s kačacima. Sela iz kojih je pružan otpor osvajana su združenim djelovanjem vojske i žandarmerije, uz razorna topnička djelovanja.
Beogradske Radničke novine su 19. kolovoza 1920. pisale da vlada tendenciozno piše o kačacima i „pušta kroz listove fabrikovane telegrame o arnautskim napadima koji će se tek dogoditi“. Razlog tome vide u težnjama za osvajanjem Albanije: „Pogradec, na južnoj obali Ohridskog jezera, bio je i prije i sada prvi cilj naših osvajača, a krajnji cilj je osvajanje sjeverne Albanije do Škumbe“. Komunistička partija Jugoslavije je izjavljivala "solidarnost revolucionarnih radnika i seljaka ostalih nacija Jugoslavije, a prije svega Srbije, s Albanskim nacionalno-revolucionarnim pokretom u licu Kosovskog komiteta i poziva radničku klasu da svestrano pomažu borbu raskomadanog i ugnjetenog albanskog naroda za neovisnu i ujedinjenu Albaniju".
1920. je izbila velika "lapska buna", koja je brutalno ugušena u naseljima Prapaštica, Knjina, Kabaš, Jablanica i Ariljača. Kačaci su u oblasti Drenice (u selu Junik) uspjeli oformiti tzv. Neutralnu zonu, koja je trajala između 1921. i 1923. godine. Ovu „oslobođenu“ oblast su neformalno nazivali Mala Albanija (alb. Arbëria e Vogel). Vlast je morala s njima, u više navrata sklapati primirja. Ministarstvo unutarnjih poslova je 10. ožujka 1921. objavilo amnestiju svih odmetnika koji se budu predali. Nadahnuti strahom koji je u Srbiji zavladao od mogućeg upada kačaka, dva mlada sineasta Boško Tokin i Dragan Aleksić zamislili su nijemu filmsku komediju „Kačaci u Topčideru“, čije je snimanje započeto 1923., ali nikada nije završeno. 1923. godine je Nikola Pašić ponovo privremeno amnestirao kačake, pa je zahvaljujući njima Narodna radikalna stranka pobijedila na tadašnjim izborima na Kosovu. Za uzvrat su Azemu Bejti dodijeljena tri sela da u njima brine o javnome redu. Vlast mu je obnovila i kuću (kulu), koja mu je prethodno srušena granatiranjem. Međutim, to nije dugo trajalo. 
Krajem rujna 1924. godine Kraljevska jugoslavenska vojska je u velikoj akciji uz opsežnu upotrebu topništva razbila većinu kačačkih odreda i likvidirala njihove vođe. Azem Galica je u ovoj borbi smrtno ranjen i ubrzo je preminuo u obližnjoj pećini, koja se danas zove Pećina Azema Galice. Njegova žena je i nakon njegove smrti nastavila se boriti, preuzevši vodstvo nad suprugovim četama.

## Poznati kačaci
- Isa Boljetinac
- Azem Galica
- Šota Galica
- Bajram Curi
- Çerçiz Topulli